# Banda Verona del comtat d'Alameda
La banda Verona del comtat d'Alameda és un grup d'amerindis de Califòrnia del grup Ohlone que havien estat una tribu reconeguda federalment des de 1906.

## Història
Els avantpassats de la Banda Verona eren diversos pobles ohlone que vivien al comtat de Contra Costa i al comtat d'Alameda a Califòrnia. A partir de la dècada de 1790 es van convertir en part de la Missió de Sant Josep a la moderna Fremont (Califòrnia).
Després que les missions van ser secularitzades el 1835 continuaren vivint a la zona. Molts d'ells vivien a Pinole i la veïna Pleasanton. Alguns d'ells van ser desplaçats per la construcció de la mansió de George Hurst a Pinol. Aquesta va ser coneguda com la Mansió Verona i li va donar el seu nom a aquest grup.
En 1906 es va descobrir que hi havia 18 tractats ratificats relacionats amb grups d'amerindis de Califòrnia. Es va decidir tractar de donar reconeixement a aquests grups. La banda Verona del comtat d'Alameda va ser un d'aquests grups, i el 1906 el Congrés va aprovar un projecte de llei per proporcionar diners per a la compra de terres per a l'ús d'aquesta banda.
Els diners assignats no va ser suficients per comprar una extensió adequada de terra. El comissionat de l'Agència Índia de Sacramento, Lafayette A. Dorrington, va decidir en 1928 en lloc d'enviar al Congrés una llista de la Banda de Verona i 133 altres bandes de Califòrnia que encara no havien rebut i subvencions, deixar els seus 134 grups sense reconeixement del govern federal.

## Avui
Avui el grup està cercant reconeixement com a la Tribu Muwekma Ohlone.